# Hamonville
Hamonville é uma comuna francesa na região administrativa de Grande Leste, no departamento de Meurthe-et-Moselle. Estende-se por uma área de 6,66 km². Em 2010 a comuna tinha 99 habitantes (densidade: 14,9 hab./km²).